# R.I.P.R.O. Volume III
Albums de Lacrim
Force & Honneur
(2017) LACRIM
(2019)
R.I.P.R.O. Volume III, est une mixtape du rappeur franco-algerien Lacrim, sorti le 17 novembre 2017.

## Genèse
Huit mois après la sortie de Force & Honneur, Lacrim dévoile R.I.P.R.O. Volume III. Cette mixtape contient des featurings avec Gims, Ninho, Damso ou encore Mister You. Une semaine après sa sortie, la mixtape s'écoule à 44 000 exemplaires puis deux semaines après sa sortie, elle est certifiée disque d'or en atteignant les 50 000 ventes. Un peu plus d'un mois après sa sortie, elle est certifiée disque de platine en atteignant les 100 000 ventes.

## Liste des titres
| 1.      | Partis de rien                    | Lacrim                        | DJ Bellek                      | 4:04 |
| 2.      | Ce soir ne sors pas (feat. GIMS)  | Lacrim, GIMS                  | Adja Damba Dante & Dany Synthé | 3:54 |
| 3.      | La valise                         | Lacrim                        | Double X                       | 3:28 |
| 4.      | Vory V Zakone                     | Lacrim                        | AriBeatz                       | 3:32 |
| 5.      | Intocable (feat. Mister You)      | Lacrim, Mister You            | DJ Bellek                      | 3:44 |
| 6.      | J'essaie                          | Lacrim                        | Double X                       | 2:37 |
| 7.      | RIO                               | Lacrim                        | DJ Bellek                      | 3:29 |
| 8.      | Pause                             | ALP                           | Double X                       | 3:18 |
| 9.      | Noche (feat. Damso)               | Lacrim, Damso                 | Double X                       | 3:39 |
| 10.     | Tous les mêmes                    | Lacrim                        | DJ Bellek                      | 3:12 |
| 11.     | Mode S                            | Lacrim                        | AriBeatz                       | 3:01 |
| 12.     | Veux-tu ? (feat. Ninho)           | Lacrim, Ninho                 | DJ Bellek                      | 3:22 |
| 13.     | Audemars Piguet                   | Lacrim                        | DJ Bellek                      | 3:45 |
| 14.     | Judy Moncada                      | Lacrim                        | DJ Bellek                      | 3:14 |
| 15.     | London Blues (feat. Paigey Cakey) | Lacrim, Paigey Cakey          | Double X                       | 3:19 |
| 16.     | Strike                            | Guy2Bezbar                    | AriBeatz                       | 3:40 |
| 17.     | 3dabi (feat. Madd & Shayfeen)     | Lacrim, Madd, Shobbe, Small-X | CashMoneyAP & Switching Knobs  | 4:18 |
| 18.     | Gericault                         | Lacrim                        | Double X                       | 3:19 |
| 1:02:00 |                                   |                               |                                |      |

## Titres certifiés en France
- Ce soir ne sors pas (feat. GIMS)  Diamant [4]
- Intocable (feat. Mister You)  Or [5]
- Noche (feat. Damso)  Diamant [6]
- Tous les mêmes  Or [7]
- Veux-tu ? (feat. Ninho)  Or [8]
- Judy Moncada  Or [9]
- Gericault  Platine [10]

## Ventes et certifications
| Région | Certification | Ventes/Streams |
| ------ | ------------- | -------------- |
| France | 3 × Platine   | 300 000        |